# Черкудиновы
Черкудиновы — старинный русский дворянский род.
Согласно летописным свидетельствам, история рода этой фамилии восходит к концу XVI века. Губернским дворянским депутатским собранием род Черкудиновых был записан в VI часть дворянской родословной книги Костромской и Ярославской губерний Российской империи и был утверждён Герольдией Правительствующего Сената в древнем (столбовом) дворянстве.